# 双睛
双睛（そうせい）は、中国に伝わる伝説の鳥。堯の在位70年を記念して献上されたといわれる。別名重明の鳥（ちょうめいのとり）。
姿は鶏に似ているが、目の中に瞳が二つあり、鳳凰のような声で鳴く。そして、羽毛が抜け落ちても、羽根のない翼で空を飛んだという。
滅多に現れない鳥で、多くても一年に数回、少ない時は数年間も現れなかったという。虎や狼などの猛獣を追い払ったり災害を防いだりしてくれるので、人々は双睛が巣を作ってくれることを願い、家の前を綺麗にしていたという。